# Pawłowice Gorzowskie
Pawłowice Gorzowskie [pronunciación en polaco: /pavwɔˈvit͡sɛ ɡɔˈʐɔfskʲɛ/] (en alemán: Paulsdorf) es un pueblo ubicado en el distrito administrativo de Gmina Gorzów Śląski, dentro del Condado de Olesno, Voivodato de Opole, en el sur de Polonia occidental. Se encuentra aproximadamente a 5 kilómetros al suroeste de Gorzów Śląski, a 15 kilómetros al norte de Olesno, y a 50 kilómetros al noreste de la capital regional Opole.
El pueblo tiene una población de 480 habitantes.